# José Jaime Toscano
José Jaime Toscano fue un militar argentino con el grado de general de división.

## Reseña
En 1963 fue un integrante de la facción "azul" del Ejército en el enfrentamiento con los "colorados". Formaba parte del Estado Mayor paralelo del coronel Julio Rodolfo Alsogaray en Campo de Mayo. Fue después jefe del Estado Mayor Conjunto (JEMCO) entre 1967 y 1969. También fue comandante del II Cuerpo de Ejército con asiento en Rosario entre 1966 y 1967.
En 1969 y en circunstancias de la crisis interna suscitada en la Revolución Argentina después del llamado "Cordobazo", declinó una oferta de Juan Carlos Onganía de asumir el cargo de comandante en jefe del Ejército.